# Darío Rodríguez Parra
Darío Andrés Rodríguez Parra (Bogotá, Colombia; 15 de mayo de 1995) es un futbolista colombiano. Juega como delantero y actualmente se encuentra en el Internacional de Palmira de la Categoría Primera B de Colombia.

## Trayectoria

### Inicios
Darío nació en Bogotá, la capital de Colombia. A los 6 años de edad, empezó a jugar fútbol, y luego ingresó en la "Escuela Juanito Moreno". De ahí, pasó al club Compensar, donde jugó 2 años, teniendo buenos partidos, por lo que pasó al club CEIF. Mientras jugaba en el CEIF, fue convocado varias veces a la selección Bogotá, donde fue el goleador en 2 categorías. Luego, pasó a las divisiones inferiores del Independiente Santa Fe, club del cual se considera hincha. En la cantera cardenal, Darío tiene buenos partidos y queda de goleador en la categoría sub-20, por lo que es ascendido a la nómina profesional. 

### Independiente Santa Fe
En el segundo semestre del 2013, Rodríguez debutó como futbolista profesional en un partido válido por los cuadrangulares finales del Torneo Finalización, cuando Santa Fe jugó contra Águilas Doradas en el Estadio Nemesio Camacho El Campín. Ese semestre, el bogotano jugaría otros 2 partidos contra el Junior de Barranquilla y el Atlético Nacional. En el 2014, Darío tendría más oportunidades ya que jugaría en varios partidos tanto en el Campeonato Colombiano donde jugó 18 partidos, teniendo buenas actuaciones, y en la Copa Colombia donde jugó en 10 partidos y anotó sus primeros 2 goles como profesional contra La Equidad Seguros y contra el Llaneros de Villavicencio. Además, en el primer semestre del año, el bogotano debutó en un torneo internacional, ya que jugó 2 partidos en la fase de grupos de la Copa Libertadores de América. Ese año, Darío Andrés ayudó a que Santa Fe se coronara campeón del Torneo Finalización, siendo un jugador que jugó buenos partidos; y así entró en la historia del conjunto cardenal. En el 2015, Santa Fe ganó la Superliga de Colombia con Darío como parte de la nómina. En ese año, Darío tendría aún más protagonismo, ya que jugaría tanto como volante carrilero, y como delantero. Ese año, tendría buenos partidos y con la llegada del técnico uruguayo Gerardo Pelusso, Darío se hace un hueco en la nómina titular de Santa Fe, y ayuda a su equipo en la parte ofensiva, jugando varios partidos en liga, copa y en la Copa Sudamericana. Para terminar el año de una gran manera, Santa Fe se corona campeón de la Copa Sudamericana, siendo el primer equipo de Colombia en ganar esta competición, y Darío Rodríguez siguió agrandando su historia con el cuadro cardenal. Rodríguez Parra acabó su etapa en Santa Fe de muy buena forma. 

### Fortaleza CEIF
Tras quedar campeón de la Copa Sudamericana con Independiente Santa Fe, Darío se fue a préstamo a jugar al club Fortaleza C.E.I.F. también de su natal Bogotá. En el cuadro atezado, Rodríguez se convierte en titular, juega buenos partidos y anota 4 goles, por lo que Santa Fe reconsideró recuperarlo. Sin embargo, al conjunto albirrojo le llegó una oferta del Atlético Bucaramanga, la cual el joven jugador aceptó y sale a préstamo al equipo de la capital del departamento de Santander.

### Atlético Bucaramanga
Tras un semestre jugando para Fortaleza C.E.I.F., Darío se va a préstamo al Atlético Bucaramanga, para seguir teniendo minutos y para ayudar al equipo "leopardo" a quedarse en la Categoría Primera A. En el equipo santandereano, el bogotano se consolida en la nómina titular y empieza a marcar goles, ayudando al equipo a conseguir puntos importantes para quedarse en la primera categoría del Fútbol Profesional Colombiano. Uno de sus mejores partidos vistiendo la camiseta del conjunto "Leopardo", fue contra Millonarios en Bogotá, donde marcó en único gol del partido provocando una invadida al campo por parte de los hinchas del conjunto albiazul. También tuvo muy buenos partidos contra su ex-equipo Fortaleza, donde marcó 2 goles, ayudando a su equipo a ganar el partido y contra el Boyacá Chicó donde anota el gol de la victoria, consiguiendo así su séptimo gol en el semestre. Actualmente, el delantero bogotano es uno de los mejores jugadores del Bucaramanga, donde ha tenido muy buenos partidos, y ha conseguido marcar una buena cantidad de goles. Actualmente está lesionado y se recupera con el Independiente Santa fe.

### Deportivo Pasto
En enero de 2018 llega al Deportivo Pasto, debuta el 3 de febrero en el empate a cero goles como visitantes contra Rionegro Águilas, el 11 de febrero marca su primer gol con el club en la victoria 2 por 0 sobre el Junior de Barranquilla, El 15 de abril vuelve y marca un gol en la goleada 2 por 0 sobre el Envigado FC, su primer doblete lo hace el 23 de abril en la goleada 3 por 0 sobre Boyacá Chicó.

### Once Caldas
En enero de 2019 se confirmado como nuevo jugador del Once Caldas de Manizales. Su primer gol lo marca el 24 de febrero para darle la victoria 2 por 1 sobre el Deportes Tolima marcando al ultimo minuto de tiro penal.

## Selección Colombia
En el 2014, fue convocado para jugar con la Selección Colombia sub-20, con la que jugó partidos amistosos y el Torneo Esperanzas de Tolón.

## Estadísticas
| Santa Fe · Colombia | 1.ª           | 2013          | 3   | 0  | -  | - | - | - | 3   | 0  | 0,0  |
| Santa Fe · Colombia | 1.ª           | 2014          | 14  | 0  | 10 | 2 | 1 | 0 | 25  | 2  | 0,08 |
| Santa Fe · Colombia | 1.ª           | 2015          | 33  | 2  | 6  | 0 | 4 | 0 | 43  | 2  | 0,05 |
| Santa Fe · Colombia | Total club    | Total club    | 50  | 2  | 16 | 2 | 5 | 0 | 71  | 4  | 0,06 |
| Fortaleza · Colombia | 1.ª           | 2016          | 19  | 4  | 1  | 0 | - | - | 20  | 4  | 0,20 |
| Fortaleza · Colombia | Total club    | Total club    | 19  | 4  | 1  | 0 | 0 | 0 | 20  | 4  | 0,20 |
| Atlético Bucaramanga · Colombia | 1.ª           | 2016          | 22  | 10 | 0  | 0 | - | - | 22  | 10 | 0,45 |
| Atlético Bucaramanga · Colombia | 1.ª           | 2017          | 8   | 0  | 0  | 0 | 0 | 0 | 8   | 0  | 0    |
| Atlético Bucaramanga · Colombia | Total club    | Total club    | 30  | 10 | 0  | 0 | 0 | 0 | 30  | 10 | 0,34 |
| Deportivo Pasto · Colombia | 1.ª           | 2018          | 31  | 5  | 2  | 1 | - | - | 33  | 6  | 0,26 |
| Deportivo Pasto · Colombia | Total club    | Total club    | 31  | 5  | 2  | 1 | 0 | 0 | 33  | 6  | 0,26 |
| Once Caldas · Colombia | 1.ª           | 2019          | 9   | 3  | 0  | 0 | 1 | 0 | 10  | 3  | 0,3  |
| Once Caldas · Colombia | Total club    | Total club    | 9   | 3  | 0  | 0 | 1 | 0 | 10  | 3  | 0,3  |
| Total carrera | Total carrera | Total carrera | 139 | 24 | 19 | 3 | 6 | 0 | 146 | 25 | 0,16 |
| (1) Incluye datos de la Copa Colombia ;Superliga de Colombia. (2) Incluye datos de Copa Sudamericana / Copa Libertadores. (3) No incluye goles en partidos amistosos. |               |               |     |    |    |   |   |   |     |    |      |

## Palmarés

### Copas nacionales
| Título                | Club     | País     | Año  |
| --------------------- | -------- | -------- | ---- |
| Torneo Finalización   | Santa Fe | Colombia | 2014 |
| Superliga de Colombia | Santa Fe | Colombia | 2015 |

### Copas internacionales
| Título            | Club     | País     | Año  |
| ----------------- | -------- | -------- | ---- |
| Copa Sudamericana | Santa Fe | Colombia | 2015 |